# 斯特巴氏兵鯰
斯特巴氏兵鯰，為輻鰭魚綱鯰形目美鯰科的其中一種，為熱帶淡水魚。分布於南美洲玻利維亞及巴西中部淡水流域，體長可達6.8公分，棲息在底層水域，生活習性不明。
別名「老鼠魚」、「小老鼠」，水族市面上稱為「滿天星鼠」、「金翅珍珠鼠」、「紅翅珍珠鼠」，性格馴良、膽小。
葡文為「coridora」

## 扩展阅读
維基物種上的相關：斯特巴氏兵鯰